# نمایش احمق‌ها
نمایش احمق‌ها (به انگلیسی: The Goon Show) یک برنامه رادیویی طنز و کمدی بریتانیایی بود. این مجموعه شاد به وسیله شرکت بی‌بی‌سی در دهه ۱۹۵۰ میلادی پخش می‌شد. نمایش احمق‌ها شامل داستان‌ها، لطیفه‌ها و اجراهای خنده دار و مسخره بود. این برنامه رادیویی نقش کلیدی در توسعه ژانر طنز در بریتانیا داشت. گروه نمایشی مایکل بنتین، اسپایک میلیگان، هری سکام و پیترز سلرز بازیگران و گویندگان این برنامه رادیویی بودند که به آنها گروه گونز (احمق‌ها) می‌گفتند. نویسنده برنامه‌های نمایش احمق‌ها به وسیله هنرمندان و بازیگران همین برنامه انجام می‌شد.